# Post-punk revival
Post-punk revival (také New Wave revival, garage rock revival či new rock revolution) byla vývojová větev alternativního rocku z přelomu 20. a 21. století, ve které skupiny braly inspiraci z původního zvuku a estetiky garage rocku 60. let, post-punku a New Wave konce 70. let. Skupiny, které se dostaly do mainstreamové popularity z místních scén po celém světě začátkem 1. dekády 21. století byly The Strokes, The White Stripes, The Hives a The Vines. Ty byly následovány komerčním úspěchem mnoha existujících a nových skupin.

## Významní interpreti
- Arctic Monkeys
- Editors
- Franz Ferdinand
- Kaiser Chiefs
- Razorlight
- The Hives
- The Killers
- The Libertines
- The Strokes
- The Vines